# Alfred Schnittke
Alfred Garrijevitj Schnittke (ryska Альфред Гарриевич Шнитке, mycket ovanlig svensk stavning Alfred Garrijevitj Sjnitke), född 24 november 1934 i Engels av volgatyska föräldrar, Sovjetunionen, död 3 augusti 1998 i Hamburg, var en sovjetisk kompositör av modern klassisk musik.
Schnittke studerade musik privat i Wien (där hans far arbetade 1946–1948), sedan vid Oktoberrevolutionens musikskola och Moskvakonservatoriet. Hans första symfoni från 1969 var ett slags musikalisk variant av William S. Burroughs litterära skapelser där skönhetsvärdet med kraft är underställt det personliga uttrycket. Kännetecknande för Schnittke är interkompositionella sammansättningar, med inlån från andras verk, som han kallade ”polystilism” och är utpräglat postmodernistisk. Åtminstone en opera har satts upp i Sverige: Livet med en idiot (Malmö Opera och Musikteater 2004), ett verk som skrevs vid Berlinmurens fall, men som hade sin kritikerrosade urpremiär först 1992 i Amsterdam. Av många anses han som den störste ryske tonsättaren sedan Sjostakovitj.
Schnittke drabbades av en hjärnblödning 1985, och skulle drabbas av ytterligare fyra. Han flyttade 1991 till Hamburg där han undervisade i Musikhochschule. Sista åren var han delvis paralyserad och sitt sista verk, den nionde symfonin, skrev han med vänster hand. Schnittke är begraven i Moskva. 
Huvuddelen av kompositörens verk är inspelade av det svenska skivbolaget BIS i serien The Alfred Schnittke Edition.

## Verk
- Nio symfonier
- Fyra violinkonserter
- Två cellokonserter
- Fyra pianokonserter
- Sex Concerti grossi
- En violakonsert
- Körmusik
- Kammarmusik
- Filmmusik
- Balettmusik